# Serie B 1952 (pallanuoto maschile)
Il campionato di Serie B di pallanuoto maschile 1952 è stato vinto dall'Unione Sportiva Triestina Nuoto, che si è aggiudicata il girone finale al quale hanno preso parte quattro squadre.

## Girone finale

### Classifica
|  |    | Classifica Serie B 1952 | Pt | G | V | N | P | GF | GS |
|  | -- | ----------------------- | -- | - | - | - | - | -- | -- |
|  | 1. | Triestina               | 6  | 3 | 3 | 0 | 0 | 17 | 3  |
|  | 2. | Sampierdarenese         | 3  | 3 | 1 | 1 | 1 | 8  | 10 |
|  | 2. | Pro Recco               | 3  | 3 | 1 | 1 | 1 | 8  | 14 |
|  | 4. | Ministero degli Esteri  | 0  | 3 | 0 | 0 | 3 | 8  | 14 |

### Risultati
- Triestina -  Pro Recco: 8-1
- Sampierdarenese -  Ministero degli Esteri: 5-3
- Pro Recco -  Sampierdarenese: 3-3

Gare del 31 agosto
- Triestina -  Sampierdarenese: 4-0 (Balbi 2, Cubi, Miani)
- Pro Recco -  Ministero degli Esteri: 4-3 (Recco: Figari 2, Priano, Costaguta; Min. Esteri: Virno 2, D'Achille)
- Triestina -  Ministero degli Esteri: 5-2 (Triestina: Balbi 3, Cubi, Simeone; Min. Esteri: Candela, Virno)

## Fonti
Finale Serie B, in Corriere dello Sport, 1º settembre 1952,  p. 4. URL consultato il 22-7-2010.